# Memphis Belle
Memphis Belle és una pel·lícula protagonitzada per Matthew Modine i dirigida per Michael Caton-Jones. Va ser estrenada l'any 1990. Ha estat doblada al català.
Catherine Wyler va ser una de les productores del film, que està basat en un dels documentals de guerra (Memphis Belle: A Story of a Flying Fortress de 1943) del seu pare, el famós director de cinema William Wyler.
La banda original, composta per George Fenton, va ser nominada als BAFTA a la millor música el 1991.

## Argument
En el mes de maig de 1943, durant la Segona Guerra Mundial, la tripulació del bombarder B-17 Memphis Belle és a punt  per la seva vint-i-cinquena i última missió. No obstant això, contra la fàcil tasca que s'esperava, l'assignació consisteix a bombardejar la ciutat de Bremen, Alemanya, la qual es troba molt protegida amb foc antiaeri i esquadrons de caces bombarders enemics. L'experimentat capità Dennis Dearborn (Modine) està al comandament de la nau, i ha d'afrontar la perillosa tornada a la base aèria situada a Anglaterra.

## Repartiment
- Matthew Modine: Capità Dennis Dearborn,
- Tate Donovan: 1er tinent Luke Sinclair,
- D.B. Sweeney: 1er tinent Phil Lowenthal,
- Billy Zane: 1er tinent Val Kozlowski,
- Eric Stoltz: sergent Danny "Danny Boy" Daly,
- Reed Diamond: sergent Virgil "Virge" o "Virgin" Hoogesteger,
- Sean Astin: sergent Richard "Rascal" Moore,
- Courtney Gains: sergent Eugene "Genie" McVey,
- Neil Giuntoli: ergent Jack Bocci,
- Harry Connick Jr.: sergent Clay Busby,
- David Strathairn: Coronel Craig Harriman
- John Lithgow: Tinent coronel Bruce Derringer
- Jane Horrocks: Faith
- Mac McDonald: Les